# Lidl–Trek (Feminino)
A Lidl–Trek (código UCI: TFS) é uma equipa ciclista feminino americano de categoria UCI Women's WorldTeam, máxima categoria feminina do ciclismo em estrada a nível mundial.

## História
Trek-Segafredo Women é a incorporação mais recente à linha UCI Women's Team baixo a filial da equipa masculina Trek-Segafredo, com a finalidade de apoiar ao ciclismo feminino profissional.

## Material ciclista
A equipa utiliza bicicletas Trek, componentes SRAM e material Bontrager

## Classificações UCI
As classificações da equipa e do seu ciclista mais destacado são as seguintes:
| Temporada | Classificação por equipas | Melhor corredor      | Posição |
| 2019      | 5.º                       | Elisa Longo Borghini | 14.º    |
| 2020      | 1.º                       | Elisa Longo Borghini | 2.º     |

## Palmarés
Para anos anteriores veja-se: Palmarés da Trek-Segafredo Women.

### Palmarés 2022

#### UCI WorldTour Feminino
| Datas          | Corridas                                      | Vencedora            |
| 20 de março    | Troféu Alfredo Binda-Comune di Cittiglio      | Elisa Balsamo        |
| 24 de março    | Clássica Bruges–De Panne                      | Elisa Balsamo        |
| 27 de março    | Gante-Wevelgem                                | Elisa Balsamo        |
| 16 de abril    | Paris-Roubaix                                 | Elisa Longo Borghini |
| 10 de junho    | 5.ª etapa do The Women's Tour                 | Elisa Longo Borghini |
| 11 de junho    | The Women's Tour                              | Elisa Longo Borghini |
| 1 de julho     | 2.ª etapa do Giro de Itália Feminino          | Elisa Balsamo        |
| 5 de julho     | 5.ª etapa do Giro de Itália Feminino          | Elisa Balsamo        |
| 6 de agosto    | Postnord Vårgårda WestSweden TTT (CRE)        | Trek-Segafredo Women |
| 7 de agosto    | Postnord Vårgårda WestSweden RR               | Audrey Cordon-Ragot  |
| 3 de setembro  | 5.ª etapa do Simac Ladies Tour (CRI)          | Audrey Cordon-Ragot  |
| 11 de setembro | 5.ª etapa da Ceratizit Challenge by La Vuelta | Elisa Balsamo        |

#### UCI ProSeries
| Datas       | Corridas                   | Vencedora     |
| 18 de junho | 1.ª etapa da Volta à Suíça | Lucinda Brand |
| 20 de junho | 3.ª etapa da Volta à Suíça | Elisa Balsamo |
| 21 de junho | 4.ª etapa da Volta à Suíça | Lucinda Brand |
| 21 de junho | Volta à Suíça              | Lucinda Brand |

#### Calendário UCI Feminino
| Datas           | Corridas                                           | Vencedora      |
| 17 de fevereiro | 1.ª etapa da Setmana Ciclista Valenciana           | Elisa Balsamo  |
| 18 de fevereiro | 2.ª etapa da Setmana Ciclista Valenciana           | Ellen van Dijk |
| 3 de março      | 1.ª etapa do EasyToys Bloeizone Fryslân Tour (CRI) | Ellen van Dijk |
| 5 de março      | EasyToys Bloeizone Fryslân Tour                    | Ellen van Dijk |
| 13 de julho     | Prólogo do Baloise Ladies Tour (CRI)               | Ellen van Dijk |
| 16 de julho     | 3.ª etapa B do Baloise Ladies Tour (CRI)           | Ellen van Dijk |
| 17 de julho     | Baloise Ladies Tour                                | Ellen van Dijk |

#### Campeonatos nacionais
| Datas       | Corridas                                           | Vencedora            |
| 22 de junho | Campeonato da Itália Contrarrelógio (CRI)          | Elisa Longo Borghini |
| 22 de junho | Campeonato dos Países Baixos Contrarrelógio (CRI)  | Ellen van Dijk       |
| 23 de junho | Campeonato da França Contrarrelógio (CRI)          | Audrey Cordon-Ragot  |
| 23 de junho | Campeonato dos Estados Unidos Contrarrelógio (CRI) | Leah Thomas          |
| 25 de junho | Campeonato da França em Estrada                    | Audrey Cordon-Ragot  |
| 26 de junho | Campeonato da Itália em Estrada                    | Elisa Balsamo        |

#### Campeonato Mundial
| Datas          | Corridas                                | Vencedora      |
| 19 de setembro | Campeonato Mundial Contrarrelógio (CRI) | Ellen van Dijk |

## Elencos
Para anos anteriores, veja-se Elencos da Trek-Segafredo Women

### Elenco de 2021
| Integrantes da equipe 2021               | Integrantes da equipe 2021 | Integrantes da equipe 2021           | Integrantes da equipe 2021 |
| Ciclista                                 | Data de nascimento         | Equipe anterior                      |                            |
| ---------------------------------------- | -------------------------- | ------------------------------------ | -------------------------- |
| Elynor Bäckstedt                         | 6 dezembro 2001            | Storey Racing (2019)                 |                            |
| Lucinda Brand                            | 2 julho 1989               | Sunweb (2019)                        |                            |
| Audrey Cordon-Ragot                      | 22 setembro 1989           | Wiggle High5 (2018)                  |                            |
| Lizzie Deignan                           | 18 dezembro 1988           | Boels Dolmans (2018)                 |                            |
| Amalie Dideriksen                        | 24 maio 1996               | Boels Dolmans (2020)                 |                            |
| Lauretta Hanson                          | 29 outubro 1994            | UnitedHealthcare Women's Team (2018) |                            |
| Chloe Hosking                            | 1 outubro 1990             | Rally Cycling (2020)                 |                            |
| Elisa Longo Borghini                     | 10 dezembro 1991           | Wiggle High5 (2018)                  |                            |
| Letizia Paternoster                      | 22 julho 1999              | Astana Women's Team (2018)           |                            |
| Shirin van Anrooij                       | 5 fevereiro 2002           |                                      |                            |
| Ellen van Dijk                           | 11 fevereiro 1987          | Sunweb (2018)                        |                            |
| Tayler Wiles                             | 20 julho 1989              | Trek-Drops (2018)                    |                            |
| Ruth Winder                              | 9 julho 1993               | Sunweb (2018)                        |                            |
| Trixi Worrack                            | 28 setembro 1981           | Canyon-SRAM Racing (2018)            |                            |
|                                          |                            |                                      |                            |
| Fontes: ProCyclingStats Cycling Archives |                            |                                      |                            |